# 汉密尔顿动物园
37°46′28″S 175°12′53″E / 37.7745°S 175.2148°E
汉密尔顿动物园（英語：Hamilton Zoo）是位於新西兰汉密尔顿西區郊區的一個市立動物園。為漢密爾頓唯一的動物園，可於漢密爾頓市中心搭乘3號巴士前往。其特色為擁有一個南半球最大的開放式鳥類飼養場。